# Médaille Lorne Pierce
La médaille Lorne Pierce est attribuée tous les deux ans par la Société royale du Canada pour reconnaître une œuvre de création ou de critique littéraire d'importance particulière et de mérite exceptionnel, écrite en anglais ou en français. La médaille fut attribuée pour la première fois en 1926.
Il s'agit d'une médaille d'argent plaqué or, attribuée tous les deux ans si une candidature est jugée à la hauteur.
La médaille porte le nom de Lorne Pierce, FRSC (1890–1961), qui, en tant qu'éditeur de Ryerson Press pendant quarante ans, contribua éminemment au développement et à l'appréciation de la littérature canadienne, et qui créa d'une cette récompense.

## Récipiendaires
- 1926 : Charles G.D. Roberts
- 1927 : Duncan C. Scott
- 1928 : Bliss Carman
- 1929 : Camille Roy, FRSC
- 1930 : Sir Andrew Macphail, FRSC
- 1932 : Archibald MacMechan, FRSC
- 1934 : Frederick Philip Grove
- 1935 : Édouard Montpetit, MSRC
- 1936 : Pelham Edgar, FRSC
- 1937 : Stephen Leacock, FRSC
- 1938 : Mazo de la Roche
- 1939 : Wilfrid Bovey, FRSC
- 1940 : E. J. Pratt, FRSC
- 1941 : Léon Gérin, MSRC
- 1942 : Watson Kirkconnell, FRSC
- 1943 : George H. Clarke, FRSC
- 1944 : Audrey Alexandra Brown
- 1945 : Félix-Antoine Savard, MSRC
- 1946 : Charles N. Cochrane, FRSC
- 1947 : Dorothy Livesay
- 1948 : Gabrielle Roy, MSRC
- 1949 : John Murray Gibbon, FRSC
- 1950 : Marius Barbeau, FRSC
- 1951 : Edward Killoran Brown
- 1952 : Hugh MacLennan, MSRC
- 1953 : Earle Birney, FRSC
- 1954 : Alain Grandbois
- 1955 : William Bruce Hutchison, FRSC
- 1956 : Thomas H. Raddall, FRSC
- 1957 : A. M. Klein
- 1958 : Northrop Frye
- 1959 : Philippe Panneton
- 1960 : Morley Callaghan
- 1961 : Robertson Davies, FRSC
- 1962 : Francis Reginald Scott, FRSC
- 1963 : Léo-Paul Desrosiers, MSRC
- 1964 : Ethel Wilson
- 1966 : Arthur James Marshall Smith
- 1968 : Robert Duer Clayton Finch, FRSC
- 1970 : Roy Daniells, FRSC
- 1972 : W.C. Desmond Pacey
- 1974 : Rina Lasnier, MSRC
- 1976 : Douglas LePan, FRSC
- 1978 : Carl F. Klinck, FRSC
- 1980 : Antonine Maillet, MSRC
- 1982 : Malcolm Ross, FRSC
- 1984 : Sheila Watson
- 1986 : Rudy Wiebe
- 1989 : Maurice Lemire, MSRC
- 1991 : Gilles Marcotte
- 1993 : Alice Munro
- 1996 : Clément Moisan, FRSC
- 1998 : David Staines
- 2000 : Jean-Louis Major, MSRC
- 2002 : Sandra Djwa, FRSC
- 2004 : William H. New, FRSC
- 2006: Paul Wyczynski
- 2008: Rosemary Sullivan, FRSC
- 2010: Sherrill Grace, MSRC
- 2012: Aritha Van Herk
- 2014: Jack Hodgins
- 2016: Linda Hutcheon
- 2018: Margaret Atwood